# Литургическая драма

Благовещение Ян ван Эйк, ок. 1435, картина передаёт впечатление от литургической драмы Missa Aurea (Нидерланды, нач. XV в.)

Литургическая драма (фр. Le drame liturgique) — род средневекового театра, появившегося во Франции около X века и представлявшего собой вставленные в праздничные церковные службы (литургии) инсценировки эпизодов из Священного писания, а также парафразы библейских сюжетов. В большинстве случаев сохранились только тексты, редко — также музыка (памятники музыкальной нотации).
Термин литургическая драма появился в XIX веке и не совсем точно отражает суть явления, поэтому ряд исследователей предпочитают термин церковная драма (фр. Le drame de l'eglise).
Возникла из тропов — вставок и дополнений в каноническую латинскую монодию. Тропы с элементами театрализации, из которых предположительно выросла литургическая драма, строились по принципу вопрос — ответ и сопровождались символической жестикуляцией целебрантов.
Первое документальное свидетельство описывает мистериальную церемонию Visitatio sepulchri (с лат. — «Визит в гробницу»), происходившую в сер. X в. в аббатстве Флёри-сюр-Луар, но, предположительно, имевшую более раннее происхождение.
Среди наиболее значительных литургических драм выделяются «Жених» (фр. L'Époux, между 1125 и 1150 гг.), «Игра об Антихристе» (лат. Ludus de Antichristo) из Тегернзее (ок. 1160), «Игра об Адаме» (лат. Ordo representacionis Ade, фр. Jeu d'Adam, ок. 1150), «Действо о добродетелях» (лат. Ordo virtutum) Хильдегарды Бингенской (1-я ненотированная ред. ок. 1151, 2-я нотированная ред. — ок.1179) и «Действо о Данииле» (лат. Ludus Danielis, ок. 1200).
В XII—XIII веках особого рода театрализованные представления в церкви также приурочивались к новогоднему празднику (в церковном календаре Обрезание Господне) и окружавшим его другим торжествам. Эти представления получили в нецерковной среде специфические названия Праздник дураков и Праздник осла.
Указом папы Иннокентия III (1210 г.) представления литургической драмы в храме были запрещены, но не прекратили своё существование, о чём свидетельствуют сохранившиеся театрализованные новогодние оффиции XIII века из французских соборов в Бове и Сансе (современные их публикации см. в библиографии). Обмирщение церковного «театра» происходило в Европе естественным образом, по мере того как латинский (литургический для католиков) язык всё чаще заменялся вульгарным (национальным) языком, а участниками празднеств всё больше становились не клирики, а обычные горожане.
Литургическая драма получила своё развитие в мираклях и мистериях.